# Andreas Penkner
Andreas Penkner (* 29. November 1982 in Radolfzell am Bodensee) ist ein deutscher Riemenruderer. 2005 gewann er Weltmeisterschaftsbronze mit dem Achter.

## Leben
Andreas Penkner startet für den Ruderclub Undine Radolfzell. Penkner war ein erfolgreicher Ruderer in der Altersklasse unter 23 Jahren, wo er zwei Silbermedaillen und eine Goldmedaille bei den Weltmeisterschaften gewann. 2004 fuhr er als Ersatzmann mit zu den Olympischen Spielen nach Athen. 2005 rückte Penkner als Schlagmann in den Deutschland-Achter auf und gewann neben Weltmeisterschaftsbronze auch die Henley Royal Regatta. Nach zwei Jahren im Zweier ohne Steuermann startete Penkner 2008 wieder im Deutschland-Achter. Zusammen mit Matthias Flach, Florian Mennigen und Kristof Wilke wurde er in den Vierer ohne Steuermann gesetzt und holte auf Anhieb Bronze beim ersten Ruder-Welt-Cup 2008 in München. Durch seine Leistung in der Saison 2008 qualifizierte er sich für das Olympiateam des Deutschland-Achters. Bei den Olympischen Spielen schied der Deutschland-Achter nach letzten Plätzen in Vor- und Hoffnungslauf vorzeitig aus und belegte im B-Finale den letzten Platz. Insgesamt rangierte der Deutschland-Achter damit auf dem achten und letzten Platz.
Insgesamt wurde Andreas Penkner zwölfmal deutscher Meister in unterschiedlichen Boots- und Altersklassen und holte neun Weltcupmedaillen, von Gold bis Bronze.
Der 1,89 Meter große Andreas Penkner studierte Maschinenbau mit der Vertiefungsrichtung Energietechnik/Turbomaschinen und Strahlantriebe an der RWTH Aachen.

## Internationale Erfolge
- 2000: 6. Platz im Zweier ohne (Junioren-Weltmeisterschaften)
- 2001: 5. Platz im Vierer ohne (U23-Weltmeisterschaften)
- 2002: 2. Platz im Vierer ohne (U23-Weltmeisterschaften)
- 2003: 2. Platz im Vierer ohne (U23-Weltmeisterschaften)
- 2004: 1. Platz im Achter (U23-Weltmeisterschaften)
- 2005: 3. Platz im Achter (Weltmeisterschaften)
- 2006: 5. Platz im Zweier ohne (Weltmeisterschaften)
- 2007: 9. Platz im Zweier ohne (Weltmeisterschaften)
- 2008: 8. Platz im Achter (Olympia)